# Hey Mama (The-Black-Eyed-Peas-Lied)
Hey Mama ist ein Lied der US-amerikanischen Hip-Hop-Gruppe The Black Eyed Peas aus dem Jahr 2003. Das Lied entstand in Zusammenarbeit mit dem britischen Reggae-Sänger Tippa Irie und ist Teil des Albums Elephunk.

## Entstehung
Geschrieben und komponiert wurde das Lied von Black-Eyed-Peas-Mitglied William Adams (will.i.am), in Zusammenarbeit mit Anthony Henry. will.i.am zeichnete darüber hinaus für die Produktion verantwortlich.
Der Hip-Hop-Titel enthält mehrere Samples, so des Liedes Back to Life’ (De La Soul), Check It (Lords of the Underground) oder auch General da banda (Astrud Gilberto).

## Veröffentlichung
Die Erstveröffentlichung von Hey Mama erfolgte als Teil des dritten Black-Eyed-Peas-Studioalbums Elephunk am 24. Juni 2003 durch A&M Records. Am 12. Januar 2004 erschien es zunächst als Airplay, ehe es am 8. März 2004 erstmals als Single veröffentlicht wurde. Der Titel fand unter anderem Verwendung in der Comicverfilmung Garfield – Der Film.

## Musikvideo
Das Musikvideo zu Hey Mama entstand unter der Regie von Emily Robinson und Arya Senboutaraj. Bis August 2023 zählte es über 91 Millionen Aufrufe auf YouTube.

## Kommerzieller Erfolg

### Chartplatzierungen
| ChartsChartplatzierungen       | Höchstplatzierung | Wochen |
| ------------------------------ | ----------------- | ------ |
| Deutschland (GfK)              | 5 (14 Wo.)        | 14     |
| Österreich (Ö3)                | 4 (18 Wo.)        | 18     |
| Schweiz (IFPI)                 | 3 (24 Wo.)        | 24     |
| Vereinigte Staaten (Billboard) | 23 (20 Wo.)       | 20     |
| Vereinigtes Königreich (OCC)   | 6 (10 Wo.)        | 10     |

| ChartsJahrescharts (2004)      | Platzierung |
| ------------------------------ | ----------- |
| Deutschland (GfK)              | 47          |
| Österreich (Ö3)                | 42          |
| Schweiz (IFPI)                 | 27          |
| Vereinigte Staaten (Billboard) | 95          |
| Vereinigtes Königreich (OCC)   | 79          |

### Auszeichnungen für Musikverkäufe
| Land/Region                  | Auszeichnungen für Musikverkäufe (Land/Region, Auszeichnung, Verkäufe) | Verkäufe  |
| ---------------------------- | ---------------------------------------------------------------------- | --------- |
| Australien (ARIA)            | Gold                                                                   | 35.000    |
| Neuseeland (RMNZ)            | Gold                                                                   | 5.000     |
| Vereinigte Staaten (RIAA)    | Platin                                                                 | 1.000.000 |
| Vereinigtes Königreich (BPI) | Silber                                                                 | 200.000   |
| Insgesamt                    | 1× Silber · 2× Gold · 1× Platin ·                                      | 1.240.000 |

Hauptartikel: The Black Eyed Peas/Auszeichnungen für Musikverkäufe